# Спростування (фільм)
Спростування (рос. Опровержение) — радянський трисерійний телефільм 1976 року, знятий режисером Юрієм Кавтарадзе на ТО «Екран».

## Сюжет
Герої проблемного фільму про колгоспне будівництво — журналісти однієї з районних газет Нечорнозем'я.

## У ролях
- Ліліана Альошникова — Євгенія Петрівна Марченко
- Борис Гусаков — Микола Васильович Рожков
- Микола Скоробогатов — Степан Степанович Ямщиков
- Петро Щербаков — Петро Терентійович Кривцов
- Микола Сергєєв — Сергій Сергійович Снєжинський, вчитель
- Борис Бєлоусов — Іван Трохимович, голова виконкому
- Анатолій Антосевич — Павло Тюрін
- Валентин Буров — співробітник редакції
- Сергій Гололобов — Сєткін, співробітник редакції
- Наталія Гурзо — Шустова, ланкова
- Олексій Єршов — Гена
- Лілія Захарова — дружина Рожкова
- Вадим Захарченко — Гаврило Михайлович Снікін, директор школи, потім завідувач райсобесу
- Антоніна Кончакова — Анна Іванівна Огнєва
- Володимир Іванов — Павло Юрійович Комарик, зоотехнік
- Микола Козлов — епізод
- Олександр Котов — «Баснописець»
- Олена Максимова — Євдокія Микитівна Сорокіна
- Петро Меркур'єв — Помазков, співробітник редакції
- Манефа Соболевська — Вєрбіна, бригадир
- Олександра Харитонова — член правління колгоспу
- Світлана Жгун — Анна Іванівна
- Сергій Зеленюк — Ревенко, секретар парткому колгоспу
- Віра Кочеткова — епізод
- С. Кузнецов — епізод
- Ерлена Осипович — Катерина Ліньова
- Михайло Селютін — Володимир Фролов
- Людмила Цвєткова — епізод
- Олександр Голобородько — чоловік Євгенії
- Радій Афанасьєв — агроном
- Анатолій Баранцев — Глухов, редактор
- Юлія Цоглін — заввідділом освіти
- Владлен Акінін — Петро Петрович
- Валентина Ананьїна — колгоспниця
- Зоя Василькова — епізод
- Наталія Величко — секретар
- М. Володін — епізод
- Раїса Губіна — епізод
- Ольга Долгова — бабуся Льолі
- Вікторія Духіна — вчителька
- Людмила Кожевникова — Маша
- Іван Косих — колгоспник
- В. Бурнос — епізод
- Євген Дьошин — епізод
- Георгій Єпіфанцев —  директор цегельного заводу
- М. Серьогін — епізод
- Микола Стрелецький — кореспондент
- Зоя Фролова — епізод
- Валеріан Виноградов — директор колгоспу
- Іван Воронов — директор колгоспу
- Петро Должанов — директор колгоспу
- Юрій Істомін — епізод
- Василь Кудров — епізод
- Юрій Лєгков — директор колгоспу
- Геннадій Молодцов — директор колгоспу
- Тетяна Пєтухова — епізод
- Віктор Уральський — Семен
- Світлана Гришина — однокласниця
- Елла Кавтарадзе — Льоля, дівчинка з собакою
- Оксана Клюєва — дочка Євгенії
- Оксана Костя — Олена Синіцина, однокласниця
- Валентин Савченков — однокласник
- Михайло Щербаков — однокласник
- Дмитро Кандідов — Огньов (Вогник), однокласник
- Валентина Ушакова — дружина Ямщикова
- Віктор Маркін — Рябов
- Тамара Яренко — бригадир
- Надія Самсонова — Селезньова

## Знімальна група
- Режисер — Юрій Кавтарадзе
- Сценаристи — Василь Ардаматський, Юрій Кавтарадзе
- Оператор — Володимир Трофімов
- Композитор — Юрій Саульський